# ألفة (خلق)
الألفة من الصفات والأخلاق الحميدة، والألفة هي من طبيعة الإنسان السوي لأنه بطبيعته اجتماعي، وأساس العلاقات الاجتماعية هو أن يحصل ألفة فيها، فالإنسان ينجذب لمن يشبهه، ويصادق من يظن أنه قريب من اهتماماته واعتقاداته.
ولا تعني الألفة أن يكون الشخص كالآخرين وينسف شخصيته تماماً، بل أن يوائم الآخرين ويجاريهم بألا يخلق تنافر بينه وبينهم، وأن يصبح قريباً منهم ومن قلوبهم، دون أن ينسى نفسه أو أن يغيرها.
وقد حث الإسلام الناس على التمسك ببواعث المحبة والألفة بينهم، حتى تكون لحمة المجتمع مترابطة ومتماسكة ويسهل عليها التعاون والعمل المشترك والعيش بحياة سوية متزنة مطمئنة وبسلام.

## تعريف الألفة
الأُلْفَة لغةً من: ألِفته إلفًا وألفته أنِسْت به، ولزمته وأحببته، والاسم الأُلفة بالضمِّ، والأُلفة أيضًا اسم من الائتلاف، وهو الالتئام والاجتماع فهو مُؤْلَفٌ ومأْلُوفٌ وأَلَّفْتُ بينهم تأْلِيفًا إذا جَمَعْتَ بينَهم بعد تَفَرُّقٍ.
والأُلْفَة في الاصطلاح قيل هو اتِّفاق الآراء في المعاونة على تدبير المعاش.
وقال الراغب الأصفهاني: (الإلْفُ هو اجتماع مع التئام، ويقال: أَلَّفْتُ بينهم ومنه: الأُلْفَة).

## الألفة في القرآن
- ﴿وَاعْتَصِمُوا بِحَبْلِ اللَّهِ جَمِيعًا وَلَا تَفَرَّقُوا وَاذْكُرُوا نِعْمَةَ اللَّهِ عَلَيْكُمْ إِذْ كُنْتُمْ أَعْدَاءً فَأَلَّفَ بَيْنَ قُلُوبِكُمْ فَأَصْبَحْتُمْ بِنِعْمَتِهِ إِخْوَانًا وَكُنْتُمْ عَلَى شَفَا حُفْرَةٍ مِنَ النَّارِ فَأَنْقَذَكُمْ مِنْهَا كَذَلِكَ يُبَيِّنُ اللَّهُ لَكُمْ آيَاتِهِ لَعَلَّكُمْ تَهْتَدُونَ ۝١٠٣﴾ [آل عمران: 103] .

-قال الراغب الأصفهاني: (قوله: «وَلاَ تَفَرَّقُواْ» حث على الأُلْفَة والاجتماع، الذي هو نظام الإيمان واستقامة أمور العالم، وقد فضَّل المحبَّة والأُلْفَة على الإِنصاف والعدالة، لأنَّه يحُتاج إلى الإِنصاف حيث تفقد المحبَّة، ولصدق محبَّة الأب للابن صار مؤتمنًا على ماله، والأُلْفَة أحد ما شرَّف الله به الشَّريعة سيَّما شريعة الإسلام).
-قال الزَّمخشريُّ في قوله تعالى:(وَاذْكُرُواْ نِعْمَةَ اللّهِ عَلَيْكُمْ إِذْ كُنتُمْ أَعْدَاء فَأَلَّفَ بَيْنَ قُلُوبِكُمْ فَأَصْبَحْتُم بِنِعْمَتِهِ إِخْوَانًا)،
قال: (كانوا في الجاهليَّة بينهم الإحَن والعداوات والحروب المتواصلة، فألَّف الله بين قلوبهم بالإسلام، وقذف فيها المحبَّة، فتحابوا وتوافقوا وصاروا إخوانًا متراحمين متناصحين مجتمعين على أمرٍ واحد، قد نظم بينهم وأزال الاختلاف، وهو الأخوَّة في الله).
-وقال السيوطي: (إذ كنتم تذابحون فيها، يأكل شديدكم ضعيفكم، حتى جاء الله بالإسلام فآخى به بينكم وألف به بينكم، أما والله الذي لا إله إلَّا هو إنَّ الأُلْفَة لرحمة، وإنَّ الفُرْقَة لعذاب).
- ﴿وَإِنْ يُرِيدُوا أَنْ يَخْدَعُوكَ فَإِنَّ حَسْبَكَ اللَّهُ هُوَ الَّذِي أَيَّدَكَ بِنَصْرِهِ وَبِالْمُؤْمِنِينَ ۝٦٢ وَأَلَّفَ بَيْنَ قُلُوبِهِمْ لَوْ أَنْفَقْتَ مَا فِي الْأَرْضِ جَمِيعًا مَا أَلَّفْتَ بَيْنَ قُلُوبِهِمْ وَلَكِنَّ اللَّهَ أَلَّفَ بَيْنَهُمْ إِنَّهُ عَزِيزٌ حَكِيمٌ ۝٦٣﴾[الأنفال: 62-63].

-قال السعدي في قوله تعالى: «وَأَلَّفَ بَيْنَ قُلُوبِهِمْ» أي فاجتمعوا وائتلفوا، وازدادت قوَّتهم بسبب اجتماعهم، ولم يكن هذا بسعي أحد، ولا بقوَّة غير قوَّة الله، فلو أنفقت ما في الأرض جميعًا مِن ذهب وفضَّة وغيرهما لتأليفهم بعد تلك النُّفرة والفُرقة الشَّديدة، «مَّا أَلَّفَتْ بَيْنَ قُلُوبِهِمْ» لأنَّه لا يقدر على تقليب القلوب إلَّا الله تعالى، «وَلَـكِنَّ اللّهَ أَلَّفَ بَيْنَهُمْ إِنَّهُ عَزِيزٌ حَكِيمٌ» ومِن عزَّته أن ألَّف بين قلوبهم، وجمعها بعد الفرقة).
-وقال القرطبي في قوله تعالى: «وَأَلَّفَ بَيْنَ قُلُوبِهِمْ» أي جمع بين قلوب الأوس والخزرج، وكان تألُّف القلوب مع العصبيَّة الشَّديدة في العرب مِن آيات النَّبيِّ ﷺ ومعجزاته؛ لأنَّ أحدهم كان يُلْطَم اللَّطمة فيقاتل عنها حتى يستقيدها. وكانوا أشدَّ خَلْق الله حميَّة، فألَّف الله بالإيمان بينهم، حتى قاتل الرَّجل أباه وأخاه بسبب الدِّين. وقيل: أراد التَّأليف بين المهاجرين والأنصار. والمعنى متقارب.

## الألفة في السنة
روي عن جابر بن عبد الله أن رسول اللّه ﷺ قال: 
| ألفة (خلق) | المؤمن يأْلَف ويُؤْلَف، ولا خير فيمن لا يأْلَف ولا يُؤْلَف. | ألفة (خلق) |

قال المناوي في شرح قوله: «المؤمن يأْلَف» قال:
(لحسن أخلاقه وسهولة طباعه ولين جانبه. وفي رواية: (إلْفٌ مَأْلُوفٌ). والإلْف هو اللَّازم للشَّيء، فالمؤمن يأْلَف الخير، وأهله ويألفونه بمناسبة الإيمان، قال الطِّيبي وقوله «المؤمن إلْفٌ» يحتمل كونه مصدرًا على سبيل المبالغة، كرجل عدل، أو اسم كان، أي: يكون مكان الأُلْفَة ومنتهاها، ومنه إنشاؤها وإليه مرجعها، «ولا خير فيمن لا يأْلَف ولا يُؤْلَف» لضعف إيمانه، وعُسْر أخلاقه، وسوء طباعه.
والأُلْفَة سببٌ للاعتصام بالله وبحبله، وبه يحصل الإجماع بين المسلمين وبضِدِّه تحصل الـنُّفْرة بينهم، وإنَّما تحصل الأُلْفَة بتوفيقٍ إلهي، ومِن التَّآلف: ترك المداعاة والاعتذار عند توهُّم شيء في النَّفس، وتَــرْك الجدال والمراء وكثرة المزاح).
روي عن أبي هريرة أن رسول اللّه ﷺ قال: 
| ألفة (خلق) | النَّاس معادن كمعادن الفضَّة والذَّهب، خيارهم في الجاهليَّة خيارهم في الإسلام إذا فقهوا، والأرواح جنودٌ مجنَّدة، ما تعارف منها ائتلف، وما تناكر منها اختلف | ألفة (خلق) |

- عن عبد الله بن زيد بن عاصم قال: ((لـمَّا أفاء الله على رسوله صلى الله عليه وسلم يوم حنين قسم في النَّاس في المؤلَّفة قلوبهم، ولم يعطِ الأنصار شيئًا، فكأنَّهم وجدوا إذ لم يصبهم ما أصاب النَّاس، فخطبهم فقال: يا معشر الأنصار، ألم أجدكم ضُلَّالًّا فهداكم الله بي، وكنتم متفرِّقين فألَّفكم الله بي، وعالة فأغناكم الله بي؟ ..)) إلى أخر الحديث.
وهذا مِن أكبر نعم الله في بعثة رسول الله ﷺ أن ألَّف به بين قوم قويت بينهم العصبيَّات، وينبغي أن يكون شأن المسلم هكذا، يؤلِّف بين المتفرِّقين ويأتلف حوله المحبون.

## مقولات وحِكَم عن الألفة
| ألفة (خلق) | وأصل التَّآلف هو بُغض الدُّنْيا والإعراض عنها، فهي التي توقع المخالفة بين الإخوان | ألفة (خلق) |

| ألفة (خلق) | الأُلْفَة ثَمَرَة حُسْن الخُلُق، والتَّفرق ثَمَرَة سوء الخُلُق، فَحُسْن الخُلُق يُوجب التَّحبُّب والتَّآلف والتَّوافق، وسُوء الخُلُق يُثمر التَّباغض والتَّحاسد والتَّناكر. | ألفة (خلق) |

| ألفة (خلق) | إنَّ السَّلف كانوا يختلفون في المسائل الفرعيَّة، مع بقاء الأُلْفَة والعصمة وصلاح ذات البين. | ألفة (خلق) |

| ألفة (خلق) | التَّآلف سبب القوَّة، والقوَّة سبب التقوى، والتَّقوى حصنٌ منيع وركن شديد، بها يُمْنَع الضَّيم، وتُنَال الرَّغائب، وتنجع المقاصد. | ألفة (خلق) |

## الأسباب المؤدية للألفة
1- التّعارف ومعاشرة الناس:
قال رسول الله ﷺ: ((الأرواح جنودٌ مجنَّدة ما تعارف منها ائتلف وما تناكر منها اختلف)).
2- التَّواضع:
إنَّ خفض الجنَاح ولين الكَلِمَة وتَرْك الإغلاظ مِن أَسبَاب الأُلْفَة واجتماع الكَلِمَة وانتظام الأَمر ولهذا قيل: مَن لانت كلمته وجبت محبَّته وحَسُنَت أُحدُوثته، وظمئت الْقُلُوب إلى لقائه وتنافست في مودته).
3- القيام بحقوق المسلمين والالتزام بها:
عن أبي هريرة  أن رسول الله ﷺ قال: ((حق المسلم على المسلم خمسٌ: رد السلام، وعيادة المريض، واتباع الجنائز، وإجابة الدعوة، وتشميت العاطس)).
(فهذه الحقوق التي بيَّنها النَّبيُّ ﷺ كلَّها إذا قام بها النَّاس بعضهم مع بعض، حَصل بذلك الأُلْفَة والمودة، وزال ما في القلوب والنُّفوس مِن الضَّغائن والأحقاد).
4- إفشاء السَّلام:
قال رسول الله ﷺ: ((يا أيُّها النَّاس أفشوا السَّلام، وأطعموا الطَّعام، وصلوا الأرحام، وصلُّوا باللَّيل والنَّاس نيام، تدخلوا الجنَّة بسلام)).
5- زيارة المسلم وعيادته إذا مرض:
فزيارة المسلم لأخيه المسلم تبعث على الحبِّ والإخاء، ولا سيَّما عند المرض، مع ما أعده الله من الأجر والثواب له قال رسول الله ﷺ: ((مَن عاد مريضًا أو زار أخًا له في الله، ناداه مناد بأن طبت وطاب ممشاك، وتبوَّأت مِن الجنَّة منزلًا)).
6- الكلام اللَّين:
فالكلام اللَّين والطَّيب مِن الأسباب التي تؤلِّف بين القلوب، قال تعالى: ﴿وَقُلْ لِعِبَادِي يَقُولُوا الَّتِي هِيَ أَحْسَنُ إِنَّ الشَّيْطَانَ يَنْزَغُ بَيْنَهُمْ إِنَّ الشَّيْطَانَ كَانَ لِلْإِنْسَانِ عَدُوًّا مُبِينًا ۝٥٣﴾ [الإسراء: 53].
7- التَّعفُّف عن سؤال النَّاس:
قال رسول الله ﷺ: ((وازهد فيما في أيدي النَّاس يحبَّك النَّاس)).
8- السَّعي للإصلاح بين النَّاس:
قال تعالى:﴿يَسْأَلُونَكَ عَنِ الْأَنْفَالِ قُلِ الْأَنْفَالُ لِلَّهِ وَالرَّسُولِ فَاتَّقُوا اللَّهَ وَأَصْلِحُوا ذَاتَ بَيْنِكُمْ وَأَطِيعُوا اللَّهَ وَرَسُولَهُ إِنْ كُنْتُمْ مُؤْمِنِينَ ۝١﴾ [الأنفال: 1].
9- الاهتمام بأمور المسلمين والإحساس بقضاياهم:
قال رسول الله ﷺ: ((المؤمنون كرجل واحد، إذا اشتكى رأسه تداعى له سائر الجسد بالحمَّى والسَّهر)).
10- التَّهادي:
لا شك أن تقديم الهديَّة يزيد مِن الأُلْفَة والمحبة والتَّقارب بين المهدي والـمُهْدَى إليه، فعن أبي هريرة  عن النَّبيِّ ﷺ قال: ((تهادوا تحابُّوا)).
11 – حسن الخلق:
قال الغزالي: (اعلم أن الألفة ثمرة حسن الخلق، والتفرق ثمرة سوء الخلق، فحسن الخلق يوجب التحاب والتآلف والتوافق وسوء الخلق يثمر التباغض والتحاسد والتدابر ومهما كان المُثْمِر محمودًا كانت الثمرة محمودة).